# 日本犬保存会
公益社団法人 日本犬保存会（にほんけんほぞんかい）は、1928年（昭和3年）に創設され、1937年（昭和12年）に文部省から社団法人の認可を受け、現在は内閣府所管の公益社団法人。

## 概要
日本犬は弥生時代の銅鐸に描かれるなど、古くから日本人の暮らしと深い関わりがあったが、明治維新に始まる文明開化によって、欧米から積極的に洋犬が輸入されるようになると、日本犬の飼育はほとんど行われることがなくなり、山間僻地以外の日本犬が雑種化し、昭和初期には純粋な日本犬は、ほとんど姿を消すこととなった。この現状に危機感を抱いた斎藤弘吉は、内務省の所管する史跡名勝天然記念物保存協会とともに日本犬の復興を呼びかけ、1928年（昭和3年）に日本犬保存会を創立し、日本犬の本質や理想的な体形を示した「日本犬標準」を定め、各地で保存運動を展開した。1937年（昭和12年）には文部省から社団法人の認可を受け今日に至る。

## 目的・事業
日本犬に関する諸般の事項を調査研究し、その保護、繁殖及び体型能力の向上と改良発達を図り、各種使役に対する利用を増進し、犬籍簿を整備し、日本犬に関して諸官庁及び諸団体との連絡を図り、日本犬によって我国文化の向上に資することを目的として次の事業を行っている。
1. 日本犬標準の決定
2. 日本犬の繁殖管理及び飼育に関する指導
3. 日本犬犬籍簿の整備及び日本犬血統書の発行
4. 日本犬に関連する各種の研究及び報告書の発行
5. 日本犬に関する展覧会、試験会、講習会等の開催及び連携諸団体の催し物の後援
6. 日本犬に関する審査員の任命
7. 日本犬の諸外国への紹介と普及
8. 防犯、狩猟、愛がん、その他一般使役に関する利用増進
9. 会誌その他の公報の発行
10. その他この法人の目的を達成するため必要な事業

### 日本犬の登録
同会によると、毎年血統登録した日本犬同士の交配により、毎年約3万匹が登録されている。日本犬は海外でも人気で、ここ数年は台湾などからの登録が急激に増えているという。

### 展覧会
日本犬保存会が主催する展覧会には、海外からも多くの日本犬ファンが訪れる。
日本犬保存会地方支部主催の展覧会は、各地の愛犬家が自慢の飼い犬を連れて参加し、犬の体格や歩き方、立ち姿などの審査が行われる。
全国展は、柴犬や紀州犬など犬の種類と雄雌、年齢別の部門で30頭ずつ審査される。

## 問題点
令和2年、複数の幹部が取り扱い業者の登録をせずに、犬の有償譲渡を繰り返し行っていた事が分かった。「動物の愛護及び管理に関する法律に関し、自宅で繁殖し、有償で譲渡したり販売している場合においても（取扱業者）登録が必要とされています。」との記載がある。